# Коваленко, Ксения Алексеевна
Ксения Алексеевна Коваленко (род. 26 мая 1995, Аксу, Павлодарская область, Казахстан) — российская футболистка, полузащитница ЦСКА. Выступала за женскую сборную России.

## Клубная карьера
Прежде занималась гандболом и волейболом, как и её мама. В футбол Ксению привёл брат.
Воспитанница ФК «Кузбасс» (Кемерово) (выступала в одной группе с Александром Головиным. Первый тренер — С. И. Шаламова. В возрасте 14 лет на одном из турниров, играя за сборную Сибири, получила тяжёлую травму голеностопа, из-за которой чуть не закончила с футболом — Ксения перенесла несколько операций, прежде чем вернуться на поле.
Позднее перешла в ЦСП «Измайлово» (Москва), откуда получила вызов в женской сборной России по футболу. В 2014 году перешла в клуб «Россиянка», где в 2016 году стала чемпионкой России.
С начала 2017 года выступает за ЦСКА. Обладательница Кубка России 2017 года, чемпионка России 2019 года.
24 октября 2019 года перенесла операцию на позвоночнике. Спустя три с половиной месяца после травмы вернулась на поле, отыграв весь товарищеский матч 6 февраля 2020 года. В своем втором поединке после операции отличилась голом. По словам специалистов, Коваленко установила уникальное достижение в истории мирового футбола, так быстро вернувшись на поле. Однако в официальных матчах не играла из-за травмы и беременности в течение почти двух лет, до августа 2021 года. Серебряный призёр чемпионата России 2021, 2022, 2023 и 2024 года.
Несмотря на интерес со стороны иностранных клубов (в том числе из Турции), отказалась покидать ЦСКА.

## Карьера в сборной
В составе юниорской сборной России дебютировала в 2010 году — товарищеская игра с Эстонией. Первый матч за молодёжную сборную России провела в феврале 2012 года против Турции. В феврале 2014 года дебютировала в составе национальной сборной России в товарищеской игре с США.
В августе 2017 года завоевала бронзовую медаль на Универсиаде в Тайбэе в составе национальной сборной России.

## Жизнь вне футбола
В 2014 году вошла в «ТОП-100 самых сексуальных девушек планеты 2014» по версии мужского журнала FHM.
Является амбассадором Adidas и ряда других брендов.
В 2017-м дала большое интервью блогу «Футбольные записки» на Sports.ru.
В 2019 году приняла участие в съемках фильма «Нефутбол», где сыграла подругу героини Любови Аксеновой.
Замужем за Денисом Глушаковым. 7 марта 2021  года родила дочь Милу. По словам Дениса, Ксения тренировалась до 7-го месяца, играя преимущественно в «квадрат»; на третий месяц после родов начала бегать кроссы, а на шестой вернулась в команду.